# Aeroportul Internațional Esenboğa
Aeroportul Internațional Esenboğa (IATA: ESB, ICAO: LTAC) este un aeroport din Ankara, Provincia Ankara, Turcia ce deservește zona Ankara. Aeroportul a fost tranzitat în 2022 de 8.644.967 de pasageri. A fost deschis în 1955 și numit după zona deservită.
Situat la o altitudine de 953 m, aeroportul dispune de 2 piste. Este operat de TAV Airports Holding⁠(d).

## Infrastructură

### Piste
Aeroportul dispune de 2 piste. Pista 03R/21L are suprafața de asfalt și dimensiunile 3.750 m × 60 m. Pista 03L/21R are suprafața de asfalt și dimensiunile 3.750 m × 45 m. 